# Буше (пирожное)
Буше́ (от фр. bouchée) — советский десерт из двух бисквитных лепешек с прослойкой из сливочного крема. Верхняя лепешка обычно покрывается шоколадной глазурью. Вместо крема иногда используется мармелад. Особенностью буше является бисквит, который готовится из взбиваемых отдельно белков и желтков яиц. В него также добавляют картофельный крахмал.
В самой Франции слово «буше» имеет более широкий смысл и означает любую закуску (даже тарталетки), которая съедается за один раз, «на один укус». Историю буше обыкновенно возводят к временам Великой Французской революции. Однако есть версия, что буше, несмотря на французское название (подобно оливье или винегрету, изобретённым в России XIX века) к Франции не имеет никакого отношения и является чисто советским изобретением.